# Lagarto (Brasile)
Lagarto è un comune del Brasile nello stato del Sergipe, parte della mesoregione dell'Agreste Sergipano e della microregione dell'Agreste de Lagarto.